# Unione Sportiva Viterbese 1908
L'Unione Sportiva Viterbese 1908, meglio nota come Viterbese, è una società calcistica italiana con sede a Viterbo.
È erede dell'Unione Sportiva Viterbese, scomparsa nel 2004 e successivamente rifondata come A.S. Viterbo Calcio (2004-2006), A.S. Viterbese (2006-2013) e A.S. Viterbese Castrense (2012-2020).
I colori sociali sono il giallo e il blu e il simbolo è il leone, gli stessi della città di Viterbo.

## Storia

### U.S. Viterbese Calcio

#### Gli albori
La storia dell'Unione Sportiva Viterbese inizia presumibilmente nel 1908 (non ci sono fonti certe al riguardo) ma tra le attività del club non è presente il calcio, che arriva soltanto nel 1919 con la costituzione della sezione calcistica, presieduta da Igino Garbini. Il campo di gioco è il "Fulvio Tomassucci", intitolato a un locale eroe di guerra, situato presso l'odierno quartiere Paradiso e oggi completamente cancellato. Il calcio, comunque, era presente a Viterbo fin dal 1909 con attività sporadiche praticate dal Football Club Viterbo.
I primi campionati ufficiali disputati dalla Viterbese risalgono agli anni '20 con una squadra composta da molti militari. La prima stagione ufficiale è la 1923-1924, con la partecipazione al girone A della IV Divisione Lazio. La prima partita disputata dalla Viterbese nella sua storia è Manziana-Viterbese 1-1 il 18 maggio 1924 e Verga, che pareggia il vantaggio iniziale di Biraghi, mette a segno il primo gol della storia gialloblù.
Nel 1930-1931 viene inaugurato lo Stadio del Littorio, popolarmente noto come Palazzina e oggi intitolato a Enrico Rocchi, ma gli anni successivi la squadra disputa soltanto campionati minori. Una volta terminata la seconda guerra mondiale, vi è, dapprima, il problema della ricostruzione del campo di gioco andato completamente distrutto dai bombardamenti e che solo grazie ad alcuni sportivi e tifosi volontari si riuscì ad allestire; poi, quello di avere una squadra che potesse partecipare al campionato provinciale.

#### Dalla fine della Seconda Guerra Mondiale agli anni Ottanta

La squadra durante la stagione 1971-1972.

Nel 1945-1946 la Viterbese è ammessa al campionato di Serie C e vi rimase fino al 1948, anno in cui retrocede. In quell'annata gioca in gialloblù anche il famoso telecronista sportivo Sandro Ciotti. Gli anni successivi portano grandi risultati anche se la società è sempre alla ricerca di presidenti capaci soprattutto economicamente di garantirle il salto di qualità. I campionati si susseguono senza molti sussulti fino alla stagione 1960-1961 quando un gruppo di dirigenti decide di costituire una nuova squadra nel capoluogo. Nacque così l'A.C. Viterbo che rilevò il titolo di categoria del Montefiascone e partecipò allo stesso campionato della Viterbese (Prima Categoria) disputando così il primo derby tra biancorossi e gialloblù. La squadra biancorossa resistette soltanto due anni, per poi cedere il titolo per problemi finanziari.
Nel 1964-1965 con l'allenatore ungherese Bela Kovacs si sfiorò la promozione in Serie D, ma soltanto nel 1967 la Viterbese approdò a quella che allora era la Quarta Serie. Fu l'anno del presidente Enrico Rocchi, il quale riportò la Viterbese in Serie C ove nel primo anno i gialloblù furono inseriti nel girone meridionale e le difficoltà non furono poche.
Nel 1972-1973 ci furono le dimissioni del presidente Rocchi e la retrocessione in Serie D facendo aspettare altri due anni prima di ritrovare la Viterbese in Serie C, dove nel 1975 vinsero la concorrenza del Civitavecchia Calcio. A guidare la squadra fu confermato Persenda, il quale però non riuscì a ripetere l'exploit dell'anno precedente e quindi, i gialloblù furono costretti a ritornare tra i dilettanti per la peggiore differenza reti.
Gli anni '80 sono stati caratterizzati da continue difficoltà societarie culminate con la retrocessione nel campionato di Promozione, inferno dove la Viterbese rimase per tre anni.

I calciatori di Viterbese e posano assieme per l'amichevole del 27 novembre 1986.

Nel 1986, divenne presidente l'argentino Omar Sívori, ex fuoriclasse della Juventus e Pallone d'oro 1961. Col suo arrivo, i gialloblù tornarono nel Campionato Interregionale nel 1988. Grazie ai buoni rapporti mantenuti da Sívori con la famiglia Agnelli, il 27 novembre dello stesso anno la Viterbese disputò una storica amichevole con la Juventus di Michel Platini, terminata con il risultato di 3-3, davanti a diecimila spettatori assiepati sulle tribune dell'impianto della città laziale.

#### Gli anni Novanta
Nel 1991 la squadra retrocesse di nuovo e solo un ripescaggio permise alla squadra di rimanere nell'Interregionale. Il 1991-1992 sembra l'anno decisivo per il grande salto; la squadra viene affidata a Berrettini e la Viterbese, dopo un avvio stentato, ingranò la marcia e all'ultima giornata era a pari punti con Acilia e L'Aquila al primo posto in classifica. Nell'ultima giornata di campionato è di scena a Grosseto contro la squadra locale già matematicamente retrocessa, con una vittoria si andrebbe agli spareggi promozione. La gara viene disputata di fronte a tantissimi tifosi accorsi da Viterbo ma l'uno a uno finale lascia l'amaro in bocca a tutti: mai negli ultimi anni si era riusciti ad andare così vicini alla promozione in Serie C. Nella stagione successiva arrivò Angelo Deodati e la squadra ottenne un terzo posto dietro alla Maceratese e al Forlì.
Nel 1993-1994 con il Teramo vincitore del torneo, la Viterbese incontrò nel proprio girone la declassata Ternana oltre ai tradizionali e più quotati rivali.
Nel 1994-1995 dopo 18 anni la Viterbese ritornò in Serie C2 con un continuo testa a testa contro la Ternana fino alla penultima giornata, quando i rossoverdi andarono via da Viterbo con il risultato finale di 1-1. La domenica successiva a Perugia, la Viterbese, di fronte a quasi duemila tifosi gialloblù accorsi al Curi vinse 2-1 contro la Pontevecchio e fu promossa in Serie C2. L'anno successivo, la Viterbese raggiunse i play-off per la Serie C1 nella gara in casa contro il Giulianova.
Nel secondo anno tra i professionisti (1996-1997) la Viterbese cominciò bene ma poi, nonostante rimanga sempre nelle zone alte della classifica, a fine campionato non raggiunse i play-off e per il terzo anno consecutivo la squadra affrontò il campionato di Serie C2; questa volta nel girone centrale. La Viterbese partì bene e fino alla 12ª giornata si trovò a combattere per il primo posto in classifica contro la SPAL. Tuttavia i gialloblù disputarono un pessimo girone di ritorno terminando il campionato a un passo dai play-off.

Una formazione della Viterbese 1998-1999, vincitrice del campionato e promossa in Serie C1.

Nel 1997 arrivò a Viterbo il patron Luciano Gaucci il quale in pochi mesi rivoluzionò la società. Nella stagione 1998-1999, dopo poche giornate di campionato esonerò l'allenatore Iacolino chiamando al suo posto Paolo Beruatto, un avvicendamento che cambiò completamente l'andamento nel torneo: creando un gruppo molto compatto, la squadra arrivò in testa alla 14ª giornata e non lasciò più la vetta della classifica, ottenendo la promozione in Serie C1.
Gaucci, l'anno successivo, chiamò per la prima volta nella storia del calcio un allenatore donna, Carolina Morace che improvvisamente fece salire alle cronache su tutte le televisioni nazionali e internazionali la squadra gialloblù. Alla 2ª giornata la Morace in disaccordo con il presidente si dimise e al suo posto arrivò Roselli dove la permanenza a Viterbo durò solo cinque giornate venendo sostituito da Paolo Stringara. Alla 28ª giornata anche Stringara venne esonerato e arrivò Maurizio Viscidi che portò i gialloblù ai play-off incontrando l'Ascoli e venendo eliminati in semifinale per la Serie B.

### Anni 2000
Gaucci abbandonò la presidenza e venne sostituito da Gennaro Aprea, senza prospettive di un campionato di vertice. Dopo poche giornate gli allenatori Dell'Orto e Angelo Gregucci vennero esonerati e arrivò Fausto Silipo. I risultati però non arrivarono, e anche Silipo venne allontanato chiamando al suo posto Pietro Paolo Virdis. Nonostante l'avvicendamento, la squadra precipitò nelle zone basse della classifica e quando tutto ormai sembra compromesso il presidente Aprea chiamò Rosolino Puccica, il quale riuscì a evitare la retrocessione diretta arrivando ai play-out nello spareggio salvezza con la Nocerina vinto 1-0 e nel ritorno di Nocera Inferiore (1-1) con salvezza finale.
Nel 2001-2002 venne confermato Puccica, ma i gialloblù vengono descritti dai giornali coma una squadra di ragazzini, destinati alla retrocessione diretta, invece la squadra viaggia per buona parte del campionato nella zona alta della classifica.
La stagione 2002-2003 si aprì con Gennaro Aprea e si concluse con Fabrizio Capucci come presidente che con il suo arrivo incominciò un periodo positivo della squadra che tornò a giocare a calcio trascinata dal capitano Martinetti e da Vincenzo Santoruvo risalendo dal fondo classifica e raggiungendo la salvezza matematica con una domenica di anticipo.
Nel campionato 2003-2004 la Viterbese rimase in testa alla classifica per ben 15 giornate nel girone di andata, ma nel girone di ritorno gli otto pareggi ottenuti ne preclusero la vittoria finale. I play-off per la Serie B furono comunque raggiunti. Nella semifinale con l'Acireale la Viterbese vinse per 2-1 in Sicilia e per 1-0 in casa. Nella finale, tuttavia, la Viterbese in casa non riuscì ad andare oltre lo 0-0 contro il Crotone e nel match di ritorno a Crotone i gialloblù subirono una sconfitta per 3-0.
L'anno successivo la Viterbese non venne iscritta al campionato di Serie C1 e il presidente Capucci vendette la squadra a Greco, il quale non presentò la fideiussione per l'iscrizione. Dopo un'estate travagliata, l'Unione Sportiva Viterbese Calcio venne definitivamente estromessa dal campionato di Serie C1. Nel mese di aprile del 2005 la società venne dichiarata fallita e venne aperta un'inchiesta che portò all'arresto dell'ex presidente Fabrizio Capucci, dell'ex direttore generale Giorgio Chessari, dell'amministratore delegato Giuseppe Flenghi, in carica dal giugno al settembre del 2004, e all'emissione di una quarta ordinanza di custodia cautelare in carcere per Francesco Greco. I quattro vennero accusati di bancarotta fraudolenta ed emissione di fatture false.

#### Il Lodo Petrucci e l'A.S. Viterbo Calcio
Nell'estate 2004 nacque l'Associazione Sportiva Viterbo Calcio, che grazie al lodo Petrucci venne ammesso al campionato di Serie C2 con Angelo Venanzi presidente. In panchina venne chiamato il tecnico Carlo Susini e venne formata una squadra all'ultimo momento. L'inizio sembrò positivo, ma poi cominciarono le sconfitte e i gialloblù crollarono inesorabilmente in fondo alla classifica dove nemmeno Giuseppe Galderisi riuscì a evitare i play-out. Da ricordare l'ammutinamento dei giocatori dopo l'esonero di Galderisi, in conseguenza al quale l'allenatore venne richiamato sulla panchina gialloblù. I play-out per non retrocedere in Serie D finirono con 2 vittorie dei gialloblù (3-0 e 0-1) contro il Tolentino.
La stagione 2005-2006 incominciò con il nuovo presidente Pecorelli e la panchina venne affidata a Carlo Perrone, già tecnico della berretti gialloblù. I risultati non furono entusiasmanti e già alla 4ª giornata il presidente decise di cambiare tecnico chiamando Andrea Chiappini. La Viterbese comunque navigò nella parte bassa della classifica per tutto il girone di andata, poi nel finale di campionato arrivarono i risultati, e la squadra risalì fino ai posti utili per i play-off, sfiorati per pochissimi punti con al termine del campionato una penalizzazione di due punti, per illecito amministrativo.
Nell'estate 2006, a causa dei debiti, la società venne rilevata da un gruppo capeggiato da Gianni Bisanti, che rese possibile l'iscrizione al campionato di Serie C2 e il ritorno alla denominazione di Associazione Sportiva Viterbese Calcio con, alla guida della squadra, il duo tecnico Tamborini e Pochesci e con quest'ultimo che ufficialmente ricoprì la carica di direttore tecnico. Nei primi giorni di febbraio si dimise l'allenatore Sandro Pochesci e al suo posto venne chiamato il tecnico reatino Sergio Pirozzi che per quasi tutto il campionato fece rimanere la Viterbese a ridosso della zona play-off, centrando la salvezza con diverse giornate di anticipo. Da segnalare, nel corso della stagione, il cambio di presidenza che passò, dopo una lunga diatriba, all'imprenditore Alberto Maggini.
La stagione 2007-2008 incominciò con un punto di penalizzazione assegnato alla squadra e con l'ingaggio come allenatore di Roberto Rambaudi, famoso ex giocatore di parecchie squadre di Serie A tra cui la Lazio. La squadra nelle prime partite stentò e i risultati non arrivarono. Dopo alcune giornate in cui la Viterbese era rimasta a 0 punti in classifica e distanziata di parecchi punti dalla penultima, incominciarono ad arrivare le prime vittorie e alla 18ª giornata arrivò a soli 2 punti dalla zona play-out. La squadra retrocesse in Serie D in seguito ai play-out persi con il Viareggio.

#### Il ritorno tra i dilettanti
Nell'estate 2008 dopo numerosi fallimenti in Serie C1 e Serie C2 che alimentarono la speranza di un ripescaggio che non si verificò, la squadra fu iscritta nel girone G della Serie D.
Nella stagione 2008-2009 la Viterbese giunge 3º nel proprio girone accedendo così ai play-off, nei quali elimina in casa rispettivamente il Gaeta (2-1) e l'Arzachena (4-1).
Grazie a questi successi si aggiudica l'accesso al triangolare a gironi, dove incontra in trasferta il Chioggia ottenendo un'inaspettata vittoria (0-1) che, sommata alla sconfitta casalinga del Renate (altra squadra del girone) contro lo stesso Chioggia (1-2), la pongono in una posizione favorevole per il passaggio alle semifinali.
Tuttavia la compagine gialloblù deve ancora ospitare al Rocchi il Renate, il quale otterrebbe la qualificazione solo in caso di successo; la Viterbese si trova per 2 volte in vantaggio, ma i lombardi si impongono per 3-2 accedendo alle semifinali ed eliminando la Viterbese.

### Anni 2010

#### Stagioni di anonimato in Serie D e il fallimento del 2013
Nei due campionati successivi (2009-2010 e 2010-2011), la compagine gialloblù non riesce a centrare la promozione che consentirebbe il ritorno nel campionato professionisti, concludendo entrambi i campionati al ridosso dei posti utili per i play-off. Nella seconda stagione di Serie D, va ricordato il ritorno a Viterbo del bomber Omar Martinetti.
La stagione 2011-2012 incomincia sotto i migliori propositi per la vittoria finale del campionato, ma dopo la prima giornata viene esonerato l'allenatore Raffaele Sergio a causa di diverbi con la società e viene chiamato Alessandro Conticchio alla prima esperienza come allenatore. L'11 marzo 2012 il Presidente Giuseppe Fiaschetti lascia la presidenza per volare a Londra per la costruzione di "Casa Italia", i Giochi Olimpici ospitati nella capitale britannica. Successivamente, il 28 marzo 2012 l'allenatore Conticchio si dimette dopo un campionato vissuto a centro classifica senza particolari sussulti e due sonore sconfitte consecutive: lo 0-4 casalingo contro il Todi e il 4-0 subito nella semifinale di Coppa Italia di Serie D in Campania contro il Sant'Antonio Abate. In sostituzione del precedente tecnico, viene chiamato l'allenatore Oberdan Biagioni che porterà la squadra al nono posto finale, peggior risultato degli ultimi ventidue anni.
La stagione 2012-2013 anche se molto problematica a causa delle vicende legate all'ambito societario, si chiuse al terzo posto del girone E con alla guida tecnica Massimiliano Farris. La squadra partecipa ai play-off ma viene eliminata dal Virtus Castelfranco. Al termine della stagione, la Viterbese rinuncia allo Stadio Enrico Rocchi sancendo il fallimento dell'Associazione Sportiva Viterbese Calcio.

#### La nascita della Viterbese Castrense e l'era Camilli (2013-2019)
Nell'estate del 2013, Piero Camilli, presidente dell'A.C.D. Castrense di Grotte di Castro, porta a Viterbo il titolo sportivo della sua squadra creando l'A.C.D. Viterbese Castrense dopo la fusione con l'A.S.D. Real Pool Viterbo.
La stagione, in Eccellenza Laziale, incomincia bene con cinque vittorie consecutive e la testa della classifica, ma al primo stop (3-3 in casa del Ladispoli) viene esonerato l'allenatore Claudio Solimina. Al suo posta torna Sergio Pirozzi, la cui avventura sulla panchina gialloblù dura solo quattro giornate, infatti dopo due sconfitte, un pareggio e una sola vittoria, torna Claudio Solimina. Il suo ritorno porta undici risultati utili consecutivi, nove vittorie (di cui una nello scontro al vertice con il Rieti) e due pareggi, e il ritorno in vetta alla classifica. La sconfitta nella finale regionale di Coppa Italia Dilettanti contro l'Empolitana Giovenzano (3-1), non gradita dalla società, unitamente alla prima sconfitta del suo nuovo corso per 5-1 sul campo del Grifone Monteverde, però, porta il tecnico alle dimissioni. A sostituirlo viene chiamato l'ex portiere Attilio Gregori che trascina la squadra a dieci vittorie (nove consecutive), un pareggio e una sola sconfitta, conquistando così la promozione in Serie D proprio nello scontro diretto contro il Rieti terminato 0-3, con due giornate d'anticipo.
Nella stagione 2014-2015 la Viterbese si classifica seconda nel girone G della Serie D, raggiungendo i play-off, nei quali viene eliminata ai quarti di finale dal Taranto ai tiri di rigore.

#### Il ritorno nel calcio professionistico
Nella stagione 2015-2016 la Viterbese vince il girone G della Serie D e torna tra i professionisti dopo otto anni di assenza, ottenendo la promozione in Lega Pro grazie alla vittoria per 3-2 contro l'Astrea. Il 5 giugno 2016 si aggiudica per la prima volta nella propria storia lo scudetto di Serie D, battendo il Piacenza per 2-1 a Viareggio.
Nella stagione 2016-2017 è inserita nel girone A della Lega Pro dove riesce a piazzarsi in zona play-off, da cui è però eliminata al primo turno dalla Giana Erminio.
Nella stagione 2017-2018 nuovamente inserita nel girone A la Viterbese ottiene il quinto posto in classifica e raggiunge la finale di Coppa Italia di Serie C, dove è sconfitta dall'Alessandria. Nei play-off elimina il Pontedera, la Carrarese e il Pisa, non riuscendo però a superare nei quarti di finale il Südtirol.
Nella stagione 2018-2019, inserita nel girone C, arriva dodicesima in campionato ma vince la Coppa Italia Serie C 2018-2019 in finale contro il Monza, qualificandosi di diritto ai quarti di finale della fase nazionale dei play-off dove però viene eliminata dall'Arezzo dopo aver perso 3-0 all'andata in trasferta e 0-2 in casa il ritorno.

### Anni 2020

#### L'era di Marco Arturo Romano, il ritorno alla storica denominazione e il ritiro dal campionato (2019-2024)
(Marco Arturo Romano)
Il 18 luglio 2019 la società viene acquistata dall’imprenditore Marco Arturo Romano, originario di Cassino, conosciuto per aver contribuito alla ripartenza, nell'estate 2018, della Reggio Audace, nuova denominazione della società che prendeva il posto della fallita Reggiana, e la squadra partecipa nella stagione 2019-2020 alla Serie C. Il campionato viene interrotto a marzo 2020 a causa della pandemia di coronavirus. La squadra conclude al dodicesimo posto. Nel giugno 2020 si decide di cambiare la denominazione sociale in U.S. Viterbese 1908. Nella stagione 2020-2021, la Viterbese riesce ad ottenere la salvezza definitiva grazie alla vittoria per 5-2 tra le mura amiche contro la Casertana classificandosi di nuovo dodicesima.
Nella stagione 2021-2022 la squadra arriva al sedicesimo posto nel girone B della Serie C e si salva ai play-out battendo la Fermana. Nel campionato successivo (2022-2023), inserita nel girone C della Serie C, la Viterbese, tra l'altro penalizzata di due punti in classifica a causa di un'inadempienza amministrativa, conclude il campionato al penultimo posto ed è retrocessa direttamente in Serie D, in virtù del fatto che in caso di più di 8 punti di distacco dalla quintultima non è prevista la disputa dei play-out.
Nell'estate 2023, dopo non essere riusciti a mantenere la Serie C, anche a causa di una penalizzazione di due punti per vecchi contributi pagati in ritardo, ed aver visto bocciato il ricorso presentato al Collegio di Garanzia dello Sport del CONI; il club ha deciso di non iscriversi alla Serie D, a seguito del mancato rinnovo della concessione di utilizzo dello Stadio Enrico Rocchi da parte del Comune di Viterbo. Già da tempo il clima era divenuto ostile al Presidente Romano, che era continuamente contestato ed invitato più volte dai tifosi a lasciare Viterbo, soprattutto dopo diverse scelte e comportamenti contrastanti, spesso in aperta polemica con la piazza e anche con l'ex Patron Camilli.
Tuttavia, viene iscritta a sorpresa in sovrannumero al campionato di Promozione Lazio, con due punti di penalizzazione, che seguono a parecchie vicissitudini negative: dal mancato rinnovo della concessione dello Stadio Rocchi, il conseguente trasloco a Cesano e i verbali notificati dalla Guardia di Finanza per presunte irregolarità nei crediti di imposta. Tuttavia, non ha mai avuto una rosa numericamente competitiva e ha giocato parte delle gare casalinghe a Monterosi. A Novembre 2024 la gestione della squadra era passata da Marco Romano a Tommaso Volpi, già radiato dal Tribunale Federale della FIGC. Dopo l'abbandono del tecnico Gianluca Sgarra, scelto da Romano a Luglio 2023, la squadra è passata nella mani di Edoardo Lazzarini, ma nel Girone B di Promozione laziale, la Viterbese occupava l’ultimo posto della classifica con soli otto punti e con una prevedibile retrocessione in Prima Categoria. Tuttavia, il successivo 26 Febbraio 2024 si ritira dal campionato dopo la 24ª giornata, non concludendo la stagione.

#### Il processo di rinascita: dalla FAVL Cimini alla F.C. Viterbo
La tifoseria e l'ambiente gialloblù nella stagione 2023-2024 decidono di seguire la Polisportiva FAVL Cimini, militante in Eccellenza, che gioca sul campo di Vignanello. Sponsorizzata da Piero Camilli, ambisce a divenire il club di riferimento per Viterbo e provincia e nel settembre 2023 cambia denominazione in F.C. Viterbo, adottando il giallo e il blu come colori sociali al posto degli originali giallo e nero e lo stemma con il leone simile a quello storico della Viterbese. 
La F.C. Viterbo conclude il campionato di Eccellenza Lazio 2023-2024 al settimo posto, dopo aver cambiato tre allenatori - Massimiliano Nardecchia, Massimo Castagnari, Francesco Cerci - e dopo aver disputato l'intera stagione a Vignanello a causa dell'indisponibilità dello Stadio Enrico Rocchi di Viterbo, rimasto chiuso per l'intera stagione.
In estate Piero Camilli decide di non proseguire nella sponsorizzazione della F.C. Viterbo e di non rilevare il club. La dirigenza allestisce una squadra in economia puntando alla salvezza e affidandola a Rosolino Puccica. Il 14 settembre 2024 Paolo Salaris, imprenditore del settore energetico originario di Bracciano, acquisisce la maggioranza delle quote e diventa il presidente della società. La squadra naviga in bassa classifica e si decide per l'esonero di Puccica, sostituito da Aldo Gardini, con cui inizia una rimonta terminata nel quarto posto finale.
Intanto, il 3 dicembre 2024, il presidente Paolo Salaris annuncia annunciato di aver riacquistato, davanti a un notaio di Roma, dalla ormai defunta Unione Sportiva Viterbese 1908 di Marco Arturo Romano, la storica denominazione U.S. Viterbese e il suo marchio. A luglio 2025 arriva il definitivo nulla osta per il ritorno della denominazione.

## Colori e simboli

### Colori
I colori sociali della Viterbese sono il giallo e il blu, gli stessi della città di Viterbo.

### Simboli Ufficiali

#### Stemma
Lo stemma storico della Viterbese prende spunto da quello civico, riconosciuto con decreto del 19 luglio 1929, adottando il leone leopardito coronato d'oro, accollato ad una palma, tenente con la branca anteriore destra una bandiera bifida rossa, alla croce d'argento, cantonata di quattro chiavi di argento, poste in palo.
Con la nascita della Viterbese Castrense nel 2013, è stato adottato lo scudo, con sfondo a scacchi giallo e blu, riportante una testa di leone di profilo.
Nel 2019 Marco Arturo Romano ha ripristinato lo storico marchio riportante in basso l'acronimo USV.
Il Viterbo F.C. nel 2023 ha adottato uno stemma molto simile a quello storico della Viterbese, sia nella forma che nel contenuto: sono presenti la bandiera rossa e la palma, ma il leone è diverso, e poggia una zampa su una pietra in cui sono riportate le lettere FAVL, riconducibili alla precedente denominazione. A parte tale acronimo, lo scudo non riporta altre scritte.

Lo stemma storico della Viterbese, usato a più riprese (ultimo periodo dal 2019 al 2024)

## Allenatori e presidenti
Di seguito la cronologia degli allenatori e dei presidenti.
- 1908-1945 ...
- 1945  Vincenzo Fiorucci
- 1945-1946  Mario Gatto (1ª-?ª)
 Guido Masetti (?ª-26ª)
- 1946-1947  Fernando Scascitelli (1ª-?ª)
 Renato Tofani (?ª-?ª)
 Giuseppe Valenti (?ª-26ª)
- 1947-1948  Ezio Sclavi (1ª-?ª)
 Antonio Bottini (?ª-30ª)
- 1948-1949  Antonio Bottini (1ª-?ª)
 Osvaldo Mainella (?ª-34ª)
- 1949-1950  Charles Cavallini (1ª-?ª)
 Buttarelli (?ª-?ª)
 Mario Giansanti (?ª-32ª)
- 1950-1951  Elio Capradossi
- 1951-1952  Loris Coppa (1ª-?ª)
 Elio Capradossi (?ª-26ª)
- 1952-1953  Elio Capradossi
- 1953-1954  Alfredo Ciucci
- 1954-1955  Alfredo Ciucci (1ª-?ª)
 Antonio Bottini (?ª-?ª)
 Valerio Gemma (?ª-?ª)
- 1955-1956  Valerio Gemma (1ª-?ª)
 Giacomo Berardi (?ª-30ª)
- 1956-1957  Giacomo Berardi (1ª-?ª)
 Remo Santini (?ª-?ª)
 Giacomo Berardi (?ª-30ª)
- 1957-1958  Mario Giansanti
- 1958-1959  Mario Giansanti (1ª-?ª)
 Aldo Savoino (?ª-?ª)
 Renato Fioravanti (?ª-34ª)
- 1959-1960  Sergio Andreoli
- 1960-1961  Benedetto Malinconici
- 1961-1962  Giovanni Patara e  Nazzareno Caporossi (1ª-11ª)
 Sergio Andreoli (12ª-30ª)
- 1962-1963  Bela Kovacs
- 1963-1964  Paolo Jacobini (1ª-?ª)
 Franco Rempicci (?ª-?ª)
 Armando Trillò (?ª-?ª)
 Franco Rempicci e  Giovanni Patara (?ª-30ª)
- 1964-1966  Bela Kovacs
- 1966-1967  Luigi Fuin (1ª-?ª)
 Armando Trillò (?ª-30ª)
- 1967-1968  Armando Trillò
- 1968-1970  Renzo Merlin
- 1970-1971  Renzo Merlin (1ª-?ª)
 Gennaro Rambone (?ª-38ª)
- 1971-1972  Giuseppe Banchetti
- 1972-1973  Giuseppe Banchetti (1ª-?ª)
 Giuseppe Lupi (?ª-38ª)
- 1973-1974  Renato Benaglia
- 1974-1975  Renato Benaglia (1ª-?ª)
 Giorgio Valentinuzzi (?ª-34ª)
- 1975-1977  Valentino Persenda
- 1977-1978  Marcello Alberici (1ª-?ª)
 Oscar Lini (?ª-34ª)
- 1978-1980  Roberto Franzon
- 1980-1981  Armando Rosati (1ª-?ª)
 Oscar Lini (?ª-34ª)
- 1981-1982  Nazzareno Cerusico (1ª-?ª)
 Franco Rempicci (?ª-30ª)
- 1982-1983  Franco Rempicci (1ª-?ª)
 Nazzareno Cerusico (?ª-30ª)
- 1983-1984  Elvio Salvori (1ª-?ª)
 Gianfranco Bellucci (?ª-?ª)
 Elvio Salvori (?ª-30ª)
- 1984-1985  Otello Settimi (1ª-?ª)
 Luciano Siddi (?ª-30ª)
- 1985-1986  Pacifico Serafini
- 1986-1987  Oscar Montez (1ª-?ª)
 Bruno Abbatini (?ª-30ª)
- 1987-1988  Francisco Lojacono
- 1988-1989  Francisco Lojacono (1ª-?ª)
 Giuseppe Petrelli (?ª-34ª)
- 1989-1990  Rosario Di Vincenzo (1ª-?ª)
 Elvezio Belardi (?ª-34ª)
- 1990-1991  Eugenio Mancini (1ª-?ª)
 Valentino Persenda (?ª-?ª)
 Eugenio Mancini (?ª-34ª)
- 1991-1992  Paolo Berrettini
- 1992-1994  Leonardo Acori
- 1994-1995  Leonardo Acori (1ª-?ª)
 Carmelo Bagnato (?ª-?ª)
 Alberto Favilla (?ª-?ª)
 Carmelo Bagnato (?ª-34ª)
- 1995-1996  Guido Attardi
- 1996-1997  Juan Carlos Morrone
- 1997-1998  Guido Attardi
- 1998-1999  Salvatore Jacolino (1ª-7ª)
 Paolo Beruatto (8ª-34ª)
- 1999-2000  Carolina Morace (1ª-2ª)
 Giorgio Roselli (3ª-7ª)
 Paolo Stringara (8ª-28ª)
 Daniele Goletti (29ª)
 Maurizio Viscidi (30ª-34ª e play-off)
- 2000-2001  Giuliano Carlo Dell'Orto e  Angelo Gregucci (1ª-5ª)
 Fausto Silipo (6ª-25ª)
 Daniele Goletti (26ª)
 Pietro Paolo Virdis (27ª-34ª)
 Rosolino Puccica (play-out)
- 2001-2002  Rosolino Puccica
- 2002-2003  Salvatore Di Somma (1ª)
 Guglielmo Bacci (2ª-4ª)
 Salvatore Di Somma (5ª-34ª)
- 2003-2004  Guido Carboni
- 2004-2005  Carlo Susini (1ª-16ª)
 Giuseppe Galderisi (17ª-38ª e play-out)
- 2005-2006  Carlo Perrone (1ª-3ª)
 Andrea Chiappini (4ª-34ª)
- 2006-2007  Sandro Pochesci e  Giuseppe Tamborini (1ª-21ª)
 Sergio Pirozzi e  Giuseppe Tamborini (22ª-34ª)
- 2007-2008  Roberto Rambaudi (1ª-17ª)
 Stefano Di Chiara (18ª-22ª)
 Roberto Rambaudi (23ª-34ª e play-out)
- 2008-2009  Fausto Silipo (1ª-15ª) 
 Massimiliano Favo (16ª-34ª e play-off)
- 2009-2010  Massimiliano Favo (1ª-21ª) 
 Rosolino Puccica (22ª-34ª)
- 2010-2011  Rosolino Puccica (1ª-26ª) 
 Raffaele Sergio (27ª-34ª)
- 2011-2012  Raffaele Sergio (1ª) 
 Alessandro Conticchio (2ª-28ª)
 Oberdan Biagioni (29ª-34ª)
- 2012-2013  Massimiliano Farris
- 2013-2014  Claudio Solimina (1ª-6ª) 
 Sergio Pirozzi (7ª-10ª)
 Claudio Solimina (11ª-22ª)
 Attilio Gregori (23ª-34ª)
- 2014-2015  Attilio Gregori (1ª-5ª) 
 Fabrizio Ferazzoli (6ª-24ª)
 Maurizio Ianni (25ª-29ª)
 Attilio Gregori (30ª-34ª e play-off)
- 2015-2016  Stefano Sanderra (1ª-6ª) 
 Federico Nofri Onofri (7ª-34ª)
- 2016-2017  Giovanni Cornacchini (1ª-17ª)
 Dino Pagliari (18ª-26ª)
 Giovanni Cornacchini (27ª-30ª)
 Rosolino Puccica (31ª-38ª e play-off)
- 2017-2018  Valerio Bertotto (1ª-8ª)
 Federico Nofri Onofri (9ª-14ª)
 Stefano Sottili (15ª-32ª)
 Giuliano Giannichedda (33ª)
 Stefano Sottili (34ª-38ª e play-off)
- 2018-2019  Giovanni Lopez (1ª)
 Stefano Sottili (2ª-4ª)
 Antonio Calabro (5ª-9ª)
 Giovanni Lopez (10ª)
 Stefano Sottili (11ª-15ª)
 Alberto Favilla (16ª)
 Stefano Sottili (17ª-20ª)
 Antonio Calabro (21ª-37ª)
 Pino Rigoli (38ª e play-off)
- 2019-2020  Antonio Calabro (precamp.)
 Giovanni Lopez (1ª-14ª)
 Antonio Calabro (15ª-30ª)
- 2020-2021  Agenore Maurizi (1ª-9ª)
 Alessandro Boccolini (10ª)
 Roberto Taurino (11ª-34ª)
 Agenore Maurizi (35ª-38ª)
- 2021-2022  Alessandro Dal Canto (1ª-7ª)
 Giuseppe Raffaele (8ª-13ª)
 Francesco Punzi (14ª-30ª)
 Alessandro Dal Canto (31ª-38ª e play-out)
- 2022-2023  Giacomo Filippi (1ª-13ª)
 Emanuele Pesoli (14ª-22ª)
 Giovanni Lopez (23ª-38ª)
- 2023-2024  Gianluca Sgarra (1ª-?ª) 
 Massimiliano Morras (?ª-?ª)

- 1908-1967 ...
- 1967-1973  Enrico Rocchi
- 1973-1981  Angelo Natali
- 1981-1982  Anselmi
- 1982-1983  Angelo Venanzi
- 1983-1985  Anselmi
- 1985-1986  Di Pietro
- 1986-1988  Angelo Venanzi e / Omar Sívori
- 1988-1992  Angelo Venanzi
- 1992-1993  Angelo Deodati
- 1993-1995 ...
- 1995-1997  Angelo Menghini e  Antonio Mercanti
- 1997-1998  Angelo Menghini
- 1998-2000  Luciano Gaucci
- 2000-2002  Gerrj Aprea
- 2002-2004  Fabrizio Capucci
- 2004-2005  Angelo Venanzi
- 2005-2006  Andrea Pecorelli
- 2006-2007  Giovanni Bisanti (Amm. unico)
- 2007-2013  Giuseppe Fiaschetti
- 2013-2019  Vincenzo Camilli
- 2019-2024  Marco Arturo Romano

## Palmarès

### Competizioni nazionali
- Coppa Italia Serie C: 1

2018-2019
- Scudetto Serie D: 1

2015-2016

### Competizioni interregionali
- Serie C2: 1

1998-1999 (girone B)
- Serie D: 3

1969-1970 (girone F), 1975-1976 (girone F), 2015-2016 (girone G)
- Campionato Nazionale Dilettanti: 1

1994-1995 (girone E)

### Competizioni regionali
- Eccellenza: 1

2013-2014 (girone A)
- Promozione: 1

1987-1988 (girone A)
- Prima Divisione: 1

1954-1955
- Prima Categoria: 1

1965-1966 (girone A)

### Competizioni giovanili
- Campionato Primavera 3: 1

2021-2022 (girone B)

## Calciatori

### Contributo alle Nazionali
Un giocatore ha disputato incontri della nazionale durante la militanza in gialloblù, si tratta di Linas Mėgelaitis che è sceso in campo 13 volte con la nazionale lituana, realizzando una rete.

## Statistiche e record

### Partecipazione ai campionati
| Livello | Categoria                       | Partecipazioni | Debutto   | Ultima stagione | Totale |
| ------- | ------------------------------- | -------------- | --------- | --------------- | ------ |
| 3º      | Serie C                         | 13             | 1945-1946 | 2022-2023       | 19     |
| 3º      | Serie C1                        | 5              | 1999-2000 | 2003-2004       | 19     |
| 3º      | Lega Pro                        | 1              | 2016-2017 | 2016-2017       | 19     |
| 4º      | Serie C2                        | 8              | 1995-1996 | 2007-2008       | 17     |
| 4º      | Serie D                         | 9              | 1967-1968 | 2015-2016       | 17     |
| 5º      | Serie D                         | 8              | 1978-1979 | 1980-1981       | 19     |
| 5º      | Campionato Interregionale       | 8              | 1981-1982 | 1991-1992       | 19     |
| 5º      | Campionato Nazionale Dilettanti | 3              | 1992-1993 | 1994-1995       | 19     |

### Statistiche individuali
| Record di presenze - 239 Aldo Bernini - 235 Stelio Stavagna - 217 Pietro Cipriani - 204 Paolo Testorio - 204 Patrizio Fimiani - 200 Franco Bernini - 199 Giovanni Patara - 197 Aldo Coletta - 195 Ivo Ciccozzi - 185 Omar Martinetti | Record di reti - 91 Pietro Cipriani - 67 Pietro Lucaccioni - 65 Giuseppe Scicolone - 62 Stelio Stavagna - 58 Sergio Di Prospero - 53 Omar Martinetti - 52 Ottavio Coda - 51 Franco Bernini - 44 Giovanni Patara - 42 Matias Vegnaduzzo - 42 Gianfranco Boi |

## Tifoseria
I primi gruppi di tifosi organizzati risalgono alla fine degli anni '70 ed erano di matrice destroide. Nel 1997, dall'unione di vari gruppi formatisi negli anni quali i Viking e l'Opposta Fazione, nasce la Brigata Etrusca, che per circa dieci anni divenne il gruppo principale, affiancato da formazioni minori come Avanguardia e Regime. La Brigata Etrusca è stata il gruppo a cui la città era più affezionata e quello che è riuscito a catalizzare allo stadio un sostegno unito e genuino per la squadra. Negli anni successivi, in tempi di crisi sia per la società che per il movimento ultras, sono nati e durati pochi anni i gruppi Questione di Stile, N.S.L.M. 1908 (acronimo di Noi Sopra Le Macerie) ed Estrema Appartenenza.
Precedentemente, era presente il gruppo dei Cani sciolti.
Attualmente, il gruppo ultras principale dei gialloblù è il VETUS URBS 1908, posizionato al centro della curva Nord, nato dalle ceneri dell'N.S.L.M. 1908. Oltre a quest'ultimo, a partire dal 2013, sono nati anche altri gruppi che seguono le partite dei gialloblù come: Antichi Valori, Old Manners, Figli di Maria, Ceres, Gruppo Bomba e Made in Etruska.

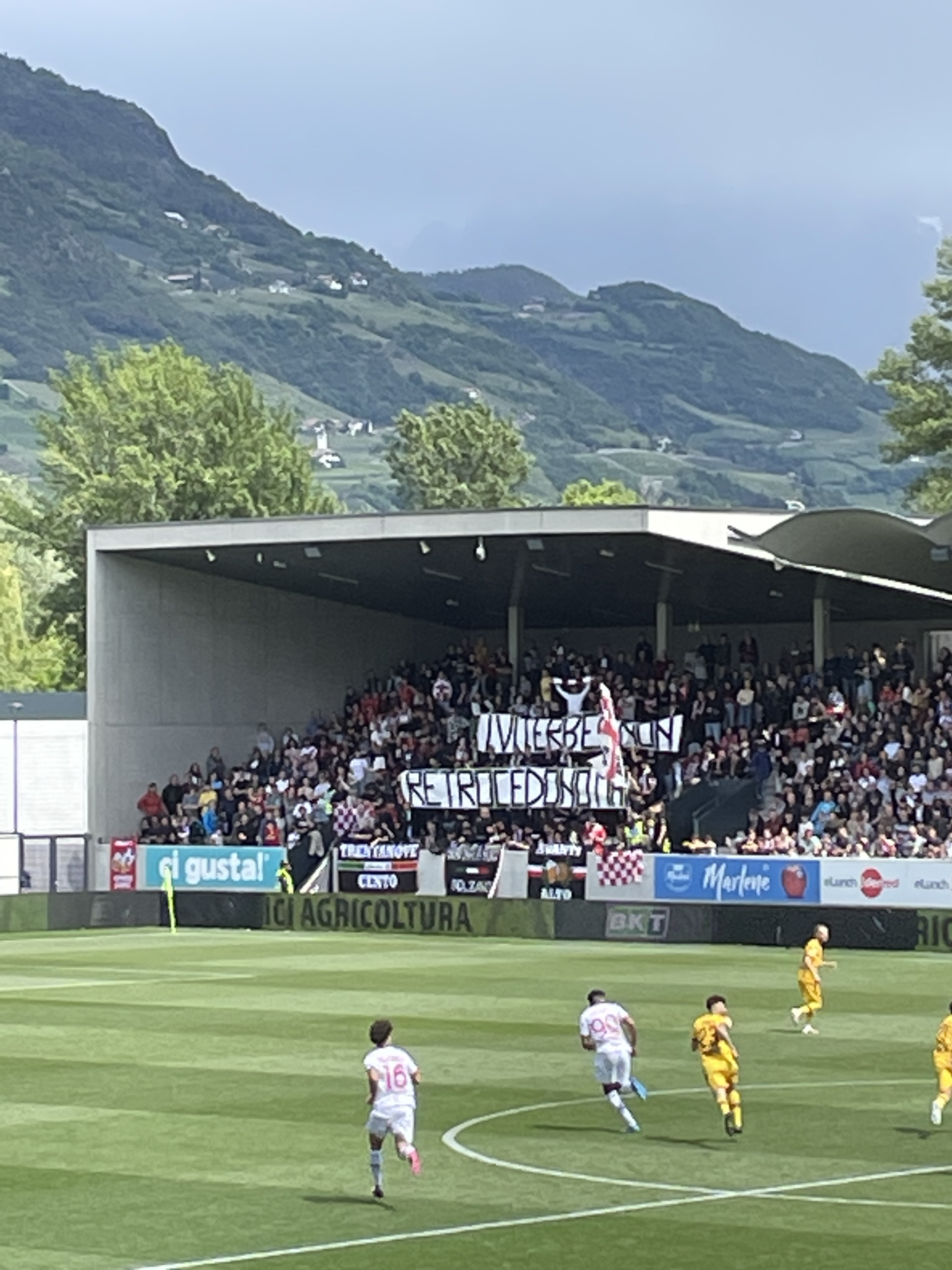
Tifosi del Südtirol esibiscono uno striscione pro-Viterbese

### Gemellaggi
- Latina[28]
- Piacenza[28]

### Amicizie
- Sandonà[28]
- Südtirol[29]

### Amicizie passate
- Lodigiani[26][30]
- Arezzo[28]
- Avezzano[28]
- Fermana[28]
- Maceratese[28]
- Lucchese[28]

### Rivalità
- Civitavecchia[28][31]
- Ternana[28][31]
- Frosinone[28][31][32]
- Pisa[28][31]
- Sora[26][28]
- Teramo[28][31]
- Giulianova[26][28][31][32]
- L’Aquila[31][32]
- Rieti[28]
- Grosseto[28]
- Arezzo[26]
- Casertana[28]